# Liste der Monuments historiques in Autet
Die Liste der Monuments historiques in Autet führt die Monuments historiques in der französischen Gemeinde Autet auf.

## Liste der Objekte
| Bezeichnung                                            | Beschreibung               | Standort                                | Kennzeichnung | Schutzstatus | Datum | Bild |
| ------------------------------------------------------ | -------------------------- | --------------------------------------- | ------------- | ------------ | ----- | ---- |
| Grabstein für Pierre Gautier und seine Frau Marguerite | Stein, bezeichnet 1572 (?) | in der Kirche Sts-Pierre-et-Paul (Lage) | PM70000064    | Classé       | 1912  |      |
| Zwei Kerzenständer                                     | Kupfer, bezeichnet 1785    | in der Kirche Sts-Pierre-et-Paul (Lage) | PM70002094    | Inscrit      | 2005  |      |